# Geschmacksaversion
Als Geschmacksaversion wird die Ablehnung bestimmter Geschmacksreize und im weiteren Sinne ein Widerwille gegen bestimmte Speisen bezeichnet, der sich bis zum Ekel steigern kann. Es gibt angeborene und erworbene Geschmacksaversionen. Bittergeschmack wird von Neugeborenen ebenso abgelehnt wie die Geschmacksrichtung sauer. In der Fachliteratur wird auch von Geschmacksaversionslernen gesprochen, wobei es sich um eine Form der klassischen Konditionierung handelt.

## Allgemeines
Tritt nach dem Genuss einer Mahlzeit Übelkeit auf, entwickelt der Betroffene in der Regel eine Aversion gegen diese Speise, selbst wenn die Übelkeit andere Ursachen hat. Dieser Effekt ist mit der so genannten klassischen Konditionierung erklärbar. Die Speise wird dauerhaft mit der einmaligen negativen Erfahrung von Übelkeit assoziiert. Diesen Mechanismus hat der Psychologe Martin Seligman als „Sauce-béarnaise-Syndrom“ beschrieben. Er selbst musste sich kurze Zeit nach einem Abendessen, bei dem er ein Filet mit Sauce béarnaise gegessen hatte, übergeben. Obwohl er wusste, dass die Ursache eine Magen-Darm-Grippe war, entwickelte er einen dauerhaften Ekel vor der Sauce, nicht aber vor dem Fleisch. „Der Geschmack einer Speise, die bereits ein halbes Leben lang ohne unangenehmes Nachspiel verzehrt wurde, ist offenbar ziemlich immun gegen die gelernte Aversion.“

## Forschung

### John Garcia
In einer heute klassischen Versuchsanordnung bot der US-amerikanische Psychologe John Garcia Mitte der 1950er Jahre Ratten mit dem harmlosen Süßstoff Saccharin gesüßtes Wasser dar, das diese bereitwillig tranken. Gleichzeitig oder anschließend setzte er die Ratten starker Röntgenstrahlung aus, die unter anderem Übelkeit und Erbrechen verursacht. Nach dem Auftreten dieser Symptome verweigerten die Ratten die erneut angebotene Saccharinlösung.
Der Aufbau war an den damaligen Kenntnissen über die klassische Konditionierung ausgerichtet, mit Röntgenstrahlung als unkonditioniertem Reiz (US), Übelkeit als unkonditionierter Reaktion (UR), Saccharinlösung als konditioniertem Reiz (CS) und der übertragenen Übelkeit als konditionierter Reaktion (CR). Garcia experimentierte mit vielerlei Stoffen, wählte für die Veröffentlichung aber mit Bedacht Saccharinlösung, denn sie ist farb- und geruchlos und besitzt außer der Süße keinen Eigengeschmack; dadurch konnte sichergestellt werden, dass die Ratten allein auf die Geschmacksrichtung süß konditioniert wurden. Ebenso wurde Röntgenstrahlung verwendet, weil sie nicht wahrnehmbar ist und die Ratten die Übelkeit nicht auf sie zurückführen konnten. Um noch mehr Gewissheit zu erlangen, betäubte man die Ratten später für die Dauer der Bestrahlung.
Der Versuch zeigte einige Besonderheiten. Zum einen genügte bereits die einmalige gleichzeitige Darbietung des unkonditionierten und des konditionierten Reizes, um die unkonditionierte Reaktion (Übelkeit) zu erzielen, während bei allen früheren Konditionierungsversuchen mehrere Wiederholungen nötig waren. Dieses Phänomen bezeichnet man als One-Trial-Learning. Weiterhin beobachtete man, dass die Konditionierung auch dann noch funktionierte, wenn die beiden Reize zeitlich versetzt dargeboten wurden. Galt bis dahin die empirisch ermittelte Faustregel, dass US und CS nicht länger als eine Minute versetzt dargeboten werden dürfen, so lieferten hier Versetzungen von mehreren Stunden noch das gleiche Ergebnis; einzige Bedingung war, dass in der Zwischenzeit keine weiteren nennenswerten Reize dargeboten wurden. Dieses Phänomen bezeichnet man als Long-Delay-Learning.

### Garcia-Effekt und Preparedness
Ausgehend von diesen Beobachtungen vermutete man, dass gewisse Reiz-Reaktions-Kombinationen leichter erlernbar seien als andere; dies stellte die damals vorherrschende Äquipotentialitätshypothese in Frage, laut der prinzipiell alle Reaktionen auf alle Reize in gleichem Maße konditioniert werden können. 1966 zeigten Folgeexperimente von J. Garcia und R. A. Koelling, dass bestimmte Reiz-Reaktions-Kombinationen überhaupt nicht konditionierbar sind, andere dafür aber umso besser (Garcia-Effekt) und widerlegten damit die Äquipotentialitätshypothese. Man folgerte, dass das Lernverhalten von biologisch verankerten Faktoren beeinflusst wird und suchte nach Erklärungen. Garcia stellte ein Konzept namens Belongingness vor, das gewissen Reizen und Reaktionen besondere Eigenschaften zuschreibt. Größere Beachtung und Zustimmung fand jedoch Martin Seligmans Theorie der Preparedness, nach der Organismen auf gewisse Reiz-Reaktions-Verbindungen evolutionsbiologisch, d. h. genetisch, vorbereitet sind. Demnach werden bestimmte Reiz-Reaktions-Verbindungen aufgrund von natürlicher Selektion artspezifisch leichter bzw. schneller gelernt, um die Anpassung an die Umwelt zu fördern.

## Sonstiges
In der Schädlingsbekämpfung, die unter anderem mit vergifteten Ködern arbeitet, stellt Köderscheue ein Problem dar. Überlebt ein Schädling die Vergiftung und bringt Vergiftungserscheinungen und Köder miteinander in Verbindung, so entwickelt er Köderscheue und wird nicht mehr auf ähnliche Köder anspringen. Man verwendet daher bevorzugt Gifte, die langsam wirken und ihre Wirkung erst einige Tage später entfalten. Das Tier ist dann in der Zwischenzeit anderen Reizen ausgesetzt und bringt die Vergiftung nicht mehr mit dem Auslöser in Verbindung.